# Holly Randallová

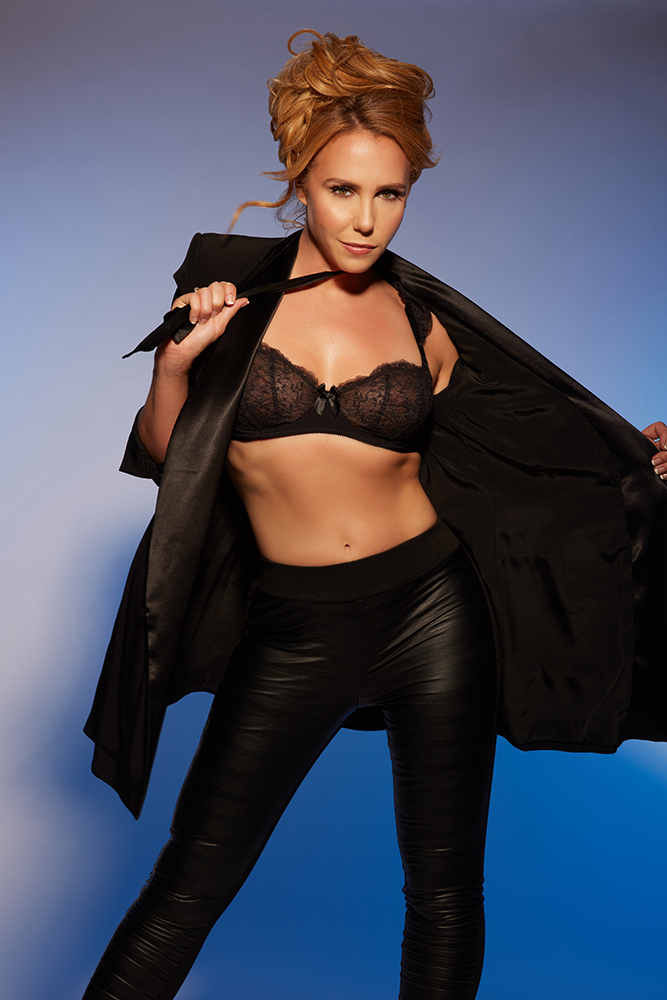
Randallová v roce 2016, foto: Lisa Boyle

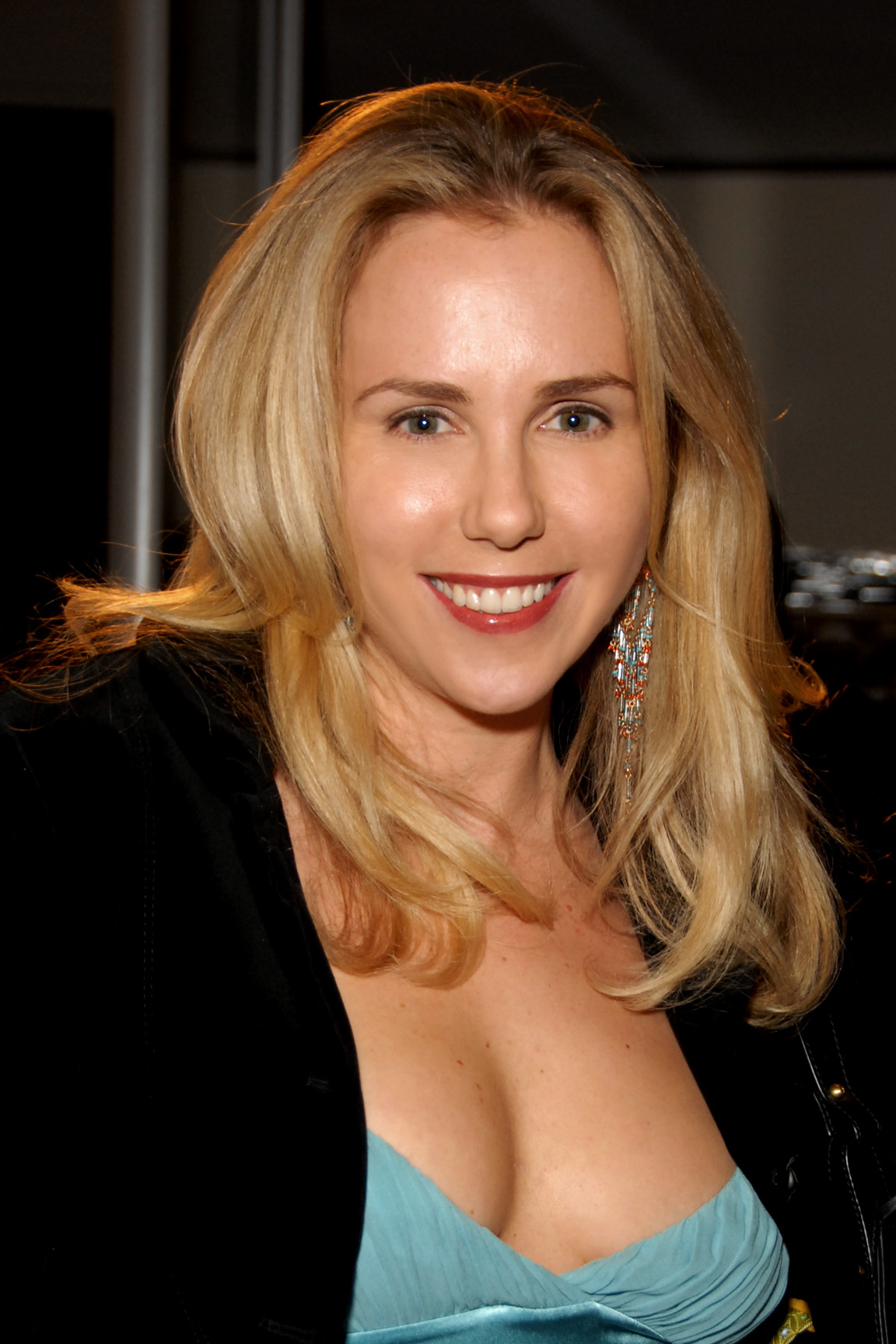
Holly Randallová, 2009

Holly Randallová Knipe (* 5. září 1978 Hollywood, Los Angeles) je americká erotická fotografka, režisérka, producentka a moderátorka podcastů. V roce 2013 byla časopisem AVN jmenována jednou z nejvlivnějších žen v odvětví dospělých.
Je dcerou erotické fotografky Suze Randallové a spisovatele Humphryho Knipea.

## Životopis
Holly Randallová byla pojmenována po centru Hollywood Presbyterian Medical Center, kde se narodila.

## Kariéra

### Fotografie
Randallové bylo 20 let a studovala Brooks Institute of Photography v Santa Barbaře v Kalifornii, když ji její matka požádala, aby jí pomohla s rodinným webem Suze.net. Vrátila se domů a začala fotografovat pro Suze.net a do roku 2005 se její práce objevily na obálkách všech velkých amerických časopisů pro dospělé.

### Digitální tvorba
V roce 2004 se Randallová začala zajímat o videoprodukci a začala režírovat a produkovat všechny filmy pro Suze.net. V roce 2008 spustila vlastní produkční společnost Holly Randall Productions a vlastní webové stránky pro členy. V květnu 2013 se její web připojil k síti Met-Art. Mezi klienty Randallové patří Twistys a Playboy a je plodnou přispěvatelkou do časopisů pro dospělé, jako jsou Hustler, Club, High Society, Australian Penthouse nebo Hot Video.
V červenci 2017 Randallová spustila podcast Holly Randall Unfiltered.

### Vystoupení
Randallová a její matka Suze byly profilovány v Secret Lives of Women: Sex for Sale na kanálu WE. Obě byly uvedeny na The Insider a Playboy TV Sexcetera.
Premiéra proběhla v listopadu 2013, s vlastní show na Playboy TV s názvem Adult Film School, kde moderuje a režíruje amatéry v jejich vlastní profesionální erotické videonahrávce.
Randallová se objevila v The Sex Factor, kde provádí focení pro ženy soutěžící a nakonec pro vítěze epizody 2. Randallová byla také porotkyní druhé řady soutěže DP Star, kde začínající dívky soutěží o získání velkého kontraktu se společností Digital Playground, zábavní společností pro dospělé.

### Knihy
Randallová vydala čtyři fotoknihy, Erotic Dream Girls, Kinky Nylons, Kinky Super Beauties a Kinky Lingerie vydané nakladatelstvím Goliath Books.